# 모토로라 줌
모토로라 줌(Motorola Xoom)은 모토로라 모빌리티가 안드로이드를 기반으로 제작한 태블릿 컴퓨터이다. 모토로라가 처음으로 제작하는 태블릿 컴퓨터이기도 하다. 게다가 대한민국 내 출시 된 안드로이드 태블릿 중, 무게가 가장 무겁다.

## 안드로이드 버전
안드로이드의 태블릿 컴퓨터용 최신 버전인 안드로이드 3.0 허니콤은 이 제품에 먼저 사용되었다.

## 출시국가

### 표준모델
- 대한민국

그 외 다수 국가

### LTE모델
- 미국

그 외 다수 국가

## 색상
- 프리미엄 블랙

## 성능
사실상 안드로이드 3.0의 레퍼런스 태블릿 격이며, 애플사의 아이패드처럼 3G 버전과 Wi-Fi 버전이 각각 출시되며, 대한민국에는 4월 26일 출시되었다. 모토로라 줌 HD 포트폴리오 케이스, 모토로라 줌 독, 모토로라 줌 HD 스테레오 독, 모토로라 줌 무선 키보드 등 여러 가지 도킹 하드웨어가 제공 또는 판매된다. 문자를 지원하지 않는다.

## 성능별 버전
모토로라 줌은 3가지 버전이 있는데, 3G 버전과 Wi-Fi 버전이있으며 후에 다온 홈에디션 버전이 있다. 대한민국에는 3세대 통신만버전만 출시된다.

### 3G 버전
3세대 이동통신망을 지원하는 모델이자 표준모델이며, 모토로라의 업그레이드계획에 따라 통신칩을 4세대 이동통신망칩으로 바꿔준다(미국만 해당).

### 와이파이 버전
통신이 와이파이만 가능하다.

### 패밀리에디션
위의 두 모델보다 늦게 출시된 모델로서 가정과 관련된 기능을 추가하였다.

## 경쟁 기종
- 아이패드
- 아이패드 2
- 갤럭시 탭
- 갤럭시 탭 10.1
- HTC 플라이어 4G

## 같이 보기
- 안드로이드 버전 역사